# 阿克巴尔·甘吉
阿克巴尔·甘吉（波斯語：اکبر گنجی，1960年1月31日—），生于加兹温省，是一位伊朗新闻记者和作家。他被描述为“伊朗的杰出持不同政见者” ,和“广受欢迎的民主派记者”，经常“越过审查红线”。甘吉早年支持伊斯兰革命，1990年代中期转变了态度，2001年至2006年被关押在德黑兰埃温监狱，因为之前他之前出版了关于一批持不同政见作家被暗杀事件的书籍。